# Liste der Biografien/Male
Liste der Biografien |
Portal Biografien |
Personensuche
# |
A |
B |
C |
D |
E |
F |
G |
H |
I |
J |
K |
L |
M |
N |
O |
P |
Q |
R |
S |
T |
U |
V |
W |
X |
Y |
Z |
?
 
Ma |
Mb |
Mc |
Md |
Me |
Mf |
Mg |
Mh |
Mi |
Mj |
Mk |
Ml |
Mm |
Mn |
Mo |
Mp |
Mq |
Mr |
Ms |
Mt |
Mu |
Mv |
Mw |
Mx |
My |
Mz
 
Maa |
Mab |
Mac |
Mad |
Mae |
Maf |
Mag |
Mah |
Mai |
Maj |
Mak |
Mal |
Mam |
Man |
Mao |
Map |
Maq |
Mar |
Mas |
Mat |
Mau |
Mav |
Maw |
Max |
May |
Maz
 
Mala |
Malb |
Malc |
Mald |
Male |
Malf |
Malg |
Malh |
Mali |
Malj |
Malk |
Mall |
Malm |
Maln |
Malo |
Malp |
Malq |
Malr |
Mals |
Malt |
Malu |
Malv |
Malw |
Maly |
Malz
Die Liste der Biografien führt alle Personen auf, die in der deutschsprachigen Wikipedia einen Artikel haben. Dieses ist eine Teilliste mit 252 Einträgen von Personen, deren Namen mit den Buchstaben „Male“ beginnt.

## Male
- Male, Adri van (1910–1990), niederländischer Fußballtorhüter
- Mâle, Émile (1862–1954), französischer Kunstkritiker
- Male, George (1910–1998), englischer Fußballspieler
- Male, Kitty van (* 1988), niederländische Hockeyspielerin
- Male, Peter John Ellison (1920–1996), britischer Botschafter

### Malea
- Maleas, Konstantinos (1879–1928), griechischer Maler

### Maleb
- Malebranche, Nicolas (1638–1715), französischer Philosoph und Mönch ohne Ordensgelübde

### Malec
- Malec, Alexander (1929–2014), amerikanischer Science-Fiction-Autor
- Malec, Franz (* 1939), deutscher Zoologe und Paläontologe
- Malec, Ivo (1925–2019), französischer Komponist
- Malec, Jiří (* 1962), tschechoslowakischer Skispringer
- Malec, Sebastian (* 1995), polnischer Poker- und SchachspielerSebastian Malec (* 1995)

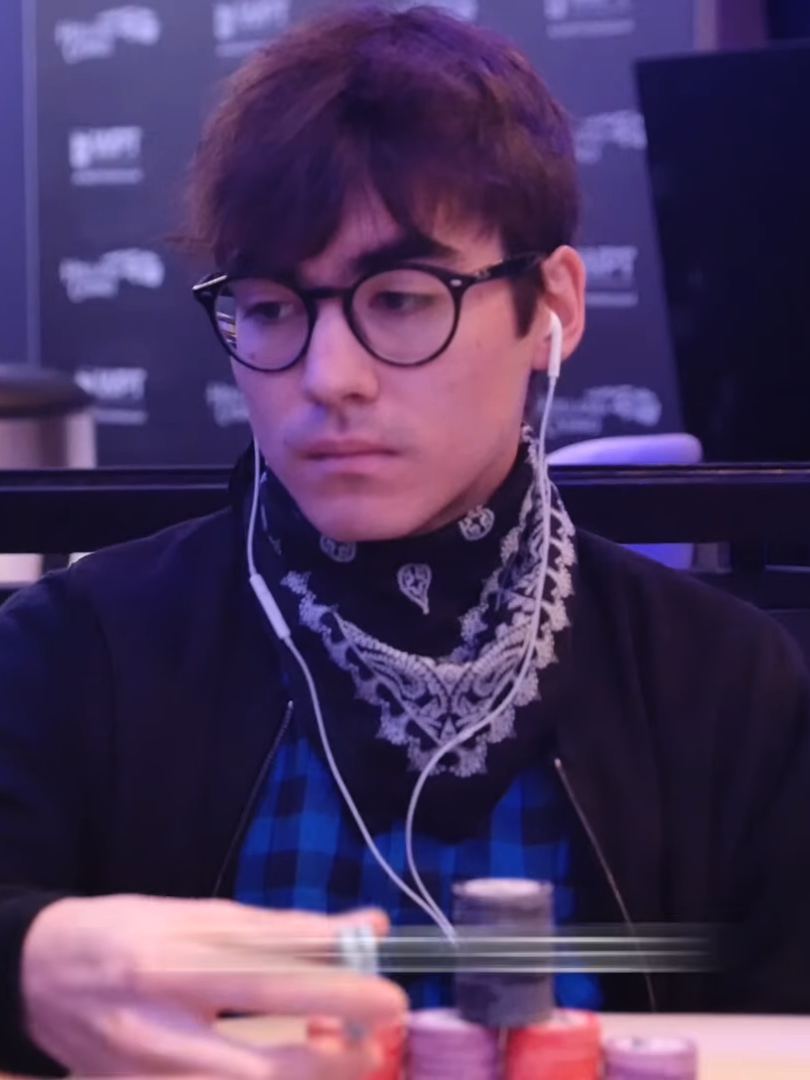
Sebastian Malec (* 1995)

- Malec, Tomáš (* 1993), slowakischer Fußballspieler
- Malec, Vedrana (* 1990), kroatische Skilangläuferin
- Maleček, Antonín (1909–1964), tschechischer Tischtennisspieler
- Maleček, Josef (1903–1982), tschechoslowakischer Eishockeyspieler
- Malecela, John (* 1934), tansanischer Politiker und Premierminister
- Malecha, Herbert (1927–2011), deutscher Schriftsteller und Gymnasialprofessor
- Malecha, Wolfgang (1932–1994), deutscher Offizier der Bundeswehr
- Malecha-Nissen, Birgit (* 1958), deutsche Geologin und Politikerin (SPD), MdB
- Małecki, Aleksander (1901–1939), polnischer Säbelfechter
- Małecki, Antoni (1821–1913), polnischer Klassischer Philologe, Slawist, Schriftsteller und Hochschullehrer
- Malecki, Antoni (1861–1935), polnisch-russischer Geistlicher
- Malecki, Edmund (1914–2001), deutscher Fußballspieler
- Małecki, Grzegorz (* 1975), polnischer Schauspieler
- Malecki, Jan († 1567), polnischer Drucker, lutherischer Geistlicher und Übersetzer der Reformationszeit
- Małecki, Kamil (* 1996), polnischer Radrennfahrer
- Małecki, Maciej (* 1940), polnischer Komponist und Pianist sowie Musikpädagoge
- Małecki, Patryk (* 1988), polnischer Fußballspieler
- Małecki, Robert (* 1977), polnischer Schriftsteller und Journalist
- Malecki, Władysław (1836–1900), polnischer Landschaftsmaler
- Malečková, Jesika (* 1994), tschechische Tennisspielerin
- Malécot, Gustave (1911–1998), französischer Mathematiker
- Maleczek, Werner (* 1944), österreichischer Historiker
- Maleczky, Laszlo (* 1965), österreichischer Opernsänger in der Stimmlage Tenor

### Maled
- Malede, Bukayawe (* 1997), israelischer Leichtathlet
- Maledon, Théo (* 2001), französischer Basketballspieler

### Malee
- Maleen, Silvia (* 1979), österreichische SchauspielerinSilvia Maleen (* 1979)

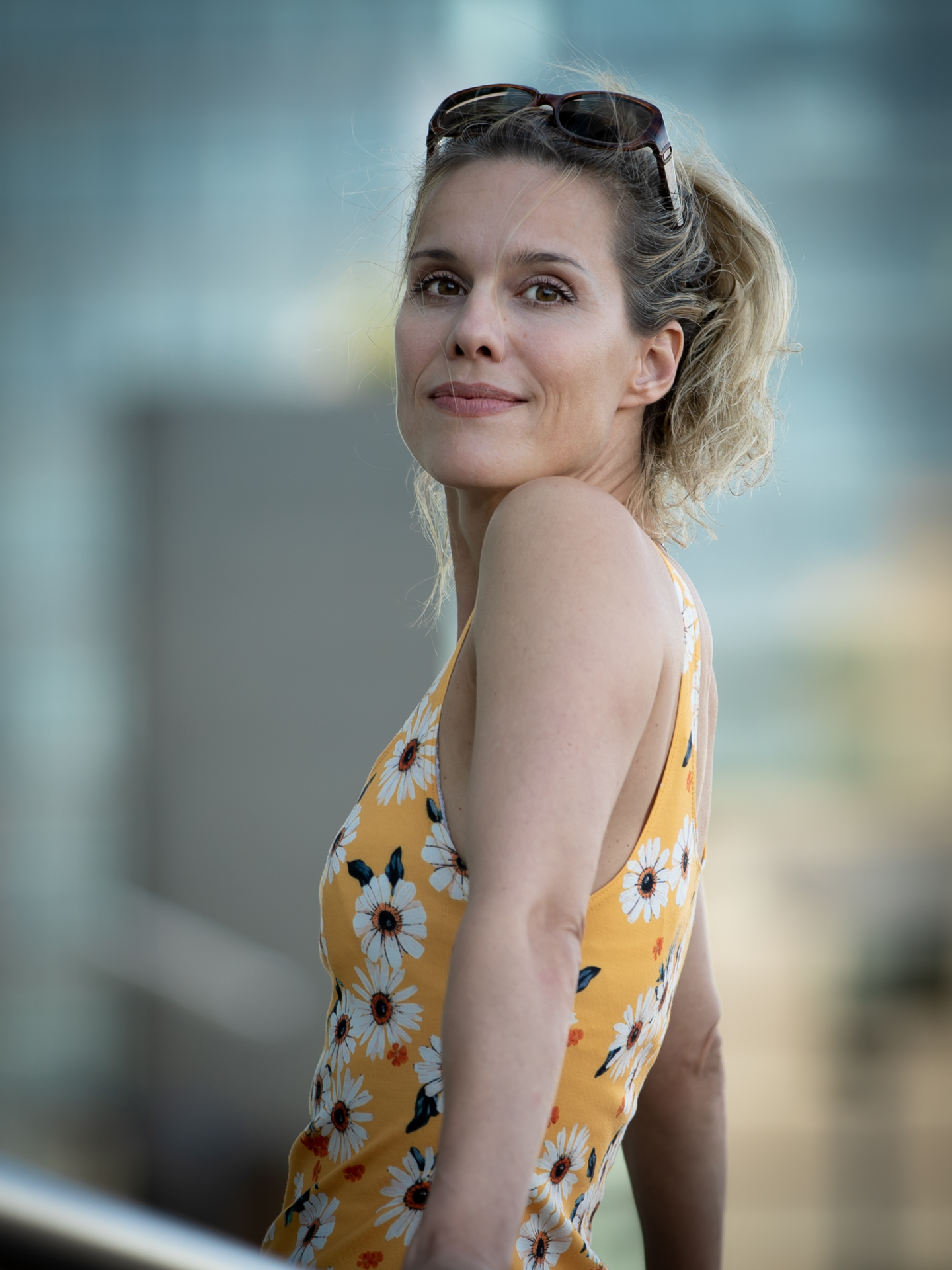
Silvia Maleen (* 1979)

- Maleeva, Irina (* 1954), bulgarische Schauspielerin
- Maleeva, Manuela (* 1967), bulgarisch-schweizerische Tennisspielerin
- Maleewa, Katerina (* 1969), bulgarische Tennisspielerin
- Maleewa, Magdalena (* 1975), bulgarische Tennisspielerin

### Maleg
- Malègue, Joseph (1876–1940), französischer katholischer Schriftsteller

### Maleh
- Maleh, Nadja (* 1972), österreichische Kabarettistin und Schauspielerin

### Malei
- Maleiane, Adriano (* 1949), mosambikanischer Finanzökonom und Politiker (FRELIMO)
- Maleika, Adrian (1965–1982), deutscher Fußballfan
- Maleingreau, Paul de (1887–1956), französischer Komponist und Organist

### Malej
- Malejewa, Darja Wladimirowna (* 1995), russische Naturbahnrodlerin

### Malek
- Malek Jahan Khanom (1805–1873), Frau von Mohammad Schah Kadschar von Persien
- Malek, Ahmed (* 1995), ägyptischer Schauspieler
- Malek, Catharina (* 1990), österreichische Tänzerin, Tanzsporttrainerin und Wertungsrichterin
- Málek, Jan (* 1938), tschechischer Komponist
- Málek, Jaromír (1943–2023), tschechisch-britischer Ägyptologe
- Małek, Jerzy (* 1978), polnischer Jazzmusiker (Trompete, Komposition)
- Malek, Maeen Abdul (* 1976), jemenitischer Politiker, Premierminister des Jemen
- Málek, Marian (* 1975), tschechischer Biathlet
- Malek, Martin (* 1965), österreichischer Politikwissenschaftler
- Málek, Miroslav, tschechoslowakischer Radrennfahrer
- Malek, Mozaffar (* 1910), persischer Diplomat
- Malek, Natalia (* 1988), polnische Lyrikerin und Übersetzerin
- Malek, Niroz (* 1946), syrischer Schriftsteller und Maler
- Malek, Nisar Peter (* 1968), deutscher Internist und Hochschullehrer
- Málek, Petr (1961–2019), tschechischer Sportschütze
- Malek, Rami (* 1981), US-amerikanischer SchauspielerRami Malek (* 1981)

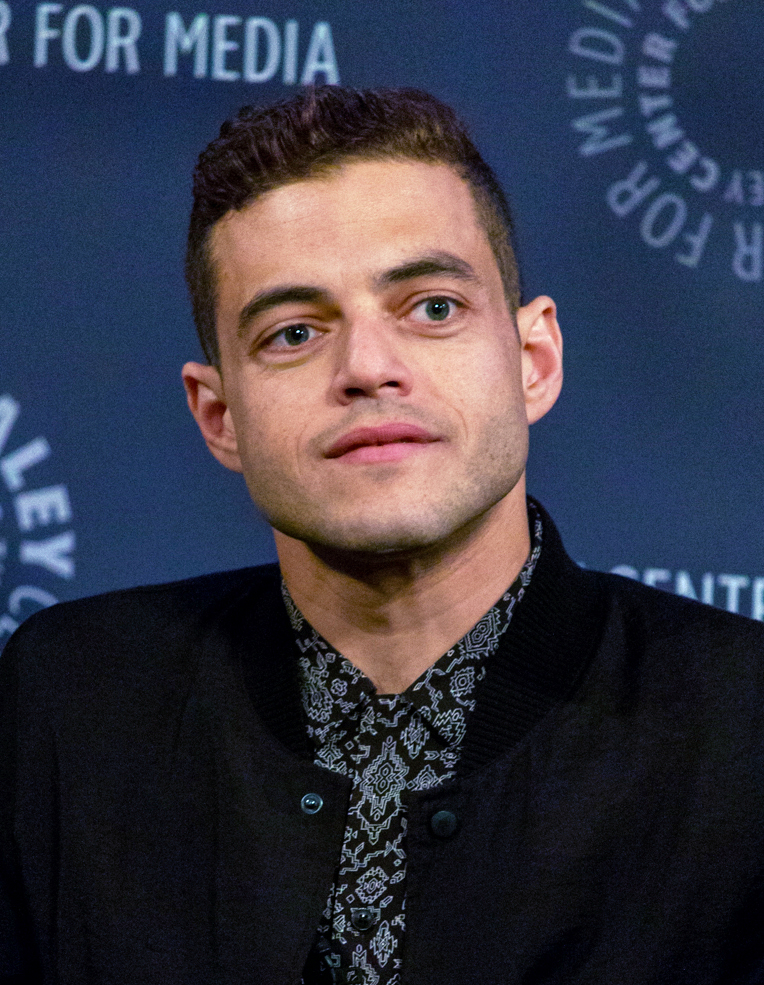
Rami Malek (* 1981)

- Malek, Redha (1931–2017), algerischer Politiker und Diplomat
- Malek, Roman (1951–2019), polnischer Sinologe
- Málek, Roman (* 1977), tschechischer Eishockeytorwart
- Malek, Sigmund (1955–2016), deutscher Fußballspieler
- Malek-Custodis, Katharina (* 1976), deutsche Archäologin
- Malek-Yonan, Rosie (* 1965), iranische Schauspielerin, Autorin, Regisseurin, öffentliche Person und Aktivistin
- Malekani, Quincy (* 1995), sambische Sprinterin
- Maleki, Behnam (* 1992), iranischer Straßenradrennfahrer
- Maleki, Hassan (* 1977), iranischer Radrennfahrer
- Maleki, Kiyarash (* 1993), iranischer Volleyballspieler und -trainer
- Maleki, Nader (* 1947), iranischer Bankmanager, Gründer und Inhaber der Maleki Group
- Maleki, Ramin (* 1987), iranischer Straßenradrennfahrer
- Maleki, Setareh (* 1992), iranische Schauspielerin
- Malekmohammadi, Hamed (* 1983), iranischer Judoka
- Malektorowytsch, Wiktorija (* 1972), ukrainische Schauspielerin

### Malem
- Malema, Julius (* 1981), südafrikanischer Politiker
- Malempré, Alexandre (1939–2020), belgisch-deutscher Trompeter

### Malen
- Malen, Donyell (* 1999), niederländischer Fußballspieler
- Malen, Jetske Reinou van der († 1752), niederländische Dichterin
- Maléna (* 2007), armenische Sängerin
- Malena, Magdalena la (1877–1956), spanische Flamenco-Tänzerin
- Malencić, Nenad (* 1988), serbischer Handballspieler
- Malendoma, Timothée (1935–2010), zentralafrikanischer Politiker, Premierminister
- Malenínský, František (* 1959), tschechischer Offizier
- Malenka, Robert (* 1955), US-amerikanischer Neurowissenschaftler
- Malenkich, Wladimir Jewgenjewitsch (* 1980), russischer Eishockeyspieler
- Malenkih, Maksim (* 1980), kirgisischer Sommerbiathlet
- Malenko, Dean (* 1960), US-amerikanischer Wrestler
- Malenkow, Georgi Maximilianowitsch (1902–1988), sowjetischer PolitikerGeorgi Maximilianowitsch Malenkow (1902–1988)

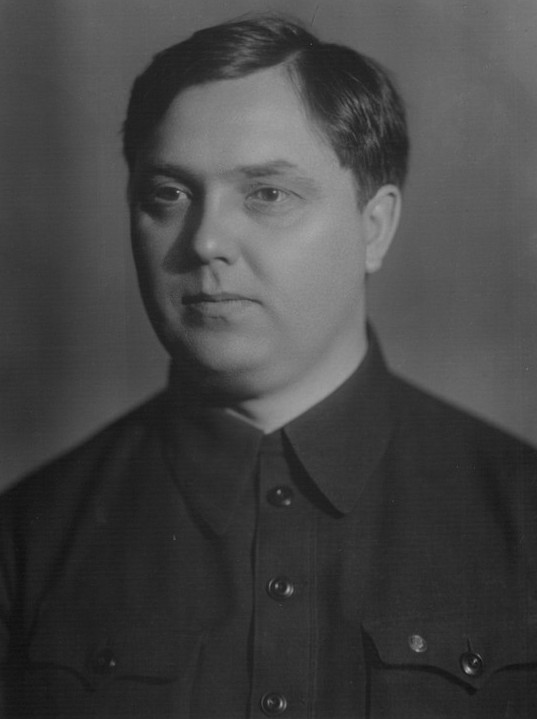
Georgi Maximilianowitsch Malenkow (1902–1988)

- Malenotti, Roberto (* 1939), italienischer Regisseur
- Malenović, Miloš (* 1985), Schweizer Fußballspieler
- Malenovská, Klaudia (* 1989), slowakische Tennisspielerin
- Malenovský, Jiří (* 1950), tschechischer Jurist und Richter am Europäischen Gerichtshof
- Malente, deutscher Musiker, DJ und Produzent
- Malentein, Johann von († 1550), Bischof von Seckau
- Malentschenko, Juri Iwanowitsch (* 1961), russischer Kosmonaut ukrainischer Abstammung

### Malep
- Malepart, François (1740–1794), kanadischer Maler
- Malépart, Germaine (1898–1963), kanadische Pianistin und Musikpädagogin

### Maler
- Maler der Agora-Chairias-Schalen, griechischer Vasenmaler des rotfigurigen Stils
- Maler der Athener Hochzeit, griechischer Vasenmaler des rotfigurigen Stils
- Maler der bärtigen Sphinx, etrusko-korinthischer Vasenmaler
- Maler der Berliner Tänzerin, Vasenmaler des apulisch-rotfigurigen Stils
- Maler der Dresdener Lekanis, griechischer attischer Vasenmaler (um 580 v. Chr.–570 v. Chr.)
- Maler der Frankfurter Eichellekythos, attischer Vasenmaler des rotfigurigen Stils
- Maler der Geburt der Athena, attischer Vasenmaler des rotfigurigen Stils
- Maler der Gothaer Schale, attischer Vasenmaler des rotfigurigen Stils
- Maler der Nikosia-Olpe, attischer Vasenmaler des schwarzfigurigen Stils
- Maler der Pariser Gigantomachie, attischer Vasenmaler des rotfigurigen Stils
- Maler der Trauernden im Vatikan, attischer Vasenmaler des schwarzfigurigen Stils
- Maler der weißen Schwänze, Vasenmaler des schwarzfigurigen Stils
- Maler der Widder-Kanne, griechischer Vasenmaler
- Maler des Aachener Pferdekopfes, attischer Vasenmaler
- Maler des Aryballos Louvre E 380, spätprotokorintischer Vasenmaler
- Maler des Bostoner Orestes, griechischer Vasenmaler des rotfigurigen Stils
- Maler des Bostoner Polyphem, griechischer Vasenmaler des schwarzfigurigen Stils
- Maler des Hochzeitszugs, griechischer Vasenmalers des attisch-rotfigurigen Stils
- Maler des Pferdes von Boulogne, griechischer Vasenmaler des schwarz- und rotfigurigen Stils
- Maler des Tarentiner Troilos, griechischer Vasenmaler
- Maler des Vatikan-Reiters, griechischer Vasenmaler des rotfigurigen Stils
- Maler N, attischer Vasenmaler
- Maler von Agora P 2578, griechischer Vasenmaler des rotfigurigen Stils
- Maler von Akropolis 606, griechischer Vasenmaler des schwarzfigurigen Stils
- Maler von Altenburg 273, griechischer Vasenmaler des rotfigurigen Stils
- Maler von Athen 533, attischer-schwarzfiguriger Vasenmaler
- Maler von Athen 581, attisch-schwarzfiguriger Vasenmaler
- Maler von Athen 877, argivischer Vasenmaler
- Maler von Athen 894, griechischer Vasenmaler des spätgeometrischen Stils
- Maler von Berlin 1659, griechischer Vasenmaler des schwarzfigurigen Stils
- Maler von Berlin 1686, griechischer Vasenmaler des schwarzfigurigen Stils
- Maler von Berlin 1833, griechischer Vasenmaler des schwarzfigurigen Stils
- Maler von Berlin 2426, griechischer Vasenmaler
- Maler von Berlin 2457, griechischer Vasenmaler des rotfigurigen Stils
- Maler von Berlin 2624, attischer Vasenmaler des rotfigurigen Stils
- Maler von Berlin A 34, griechischer Vasenmaler
- Maler von Boston CA, attisch-schwarzfiguriger Vasenmaler
- Maler von Eleusis 767, griechischer Vasenmaler des schwarzfigurigen Stils
- Maler von Florenz 1 B 45, griechischer Vasenmaler des rotfigurigen Stils
- Maler von Karlsruhe 66/140, apulischer Vasenmaler des rotfigurigen Stils
- Maler von Kopenhagen 4223, apulischer Vasenmaler
- Maler von London B 76, griechischer Vasenmaler
- Maler von London E 494, griechischer Vasenmaler
- Maler von London E 777, griechischer Vasenmaler des rotfigurigen Stils
- Maler von Louvre E 574, korinthischer Vasenmaler
- Maler von Louvre F 6, attischer Vasenmaler
- Maler von Louvre G 36, griechischer Vasenmaler des rotfigurigen Stils
- Maler von München 1410, attischer Vasenmaler des schwarzfigurigen Stils
- Maler von Palermo 489, griechischer Vasenmaler
- Maler von Tarquinia RC 6847, attisch-schwarzfiguriger Vasenmaler
- Maler von Toronto 919.5.110, griechischer Vasenmaler des korinthisch-schwarzfigurigen Stils
- Maler von Vatikan 309, attischer Vasenmaler
- Maler von Vatikan 365, attischer Vasenmaler
- Maler von Vatikan 73, korinthischer Vasenmaler
- Maler von Vatikan G 31, griechischer Vasenmaler
- Maler zu Schwaz, Hans, deutsch-österreichischer Maler der Renaissance
- Maler, André (1920–2010), französischer Konteradmiral
- Maler, Eva (* 1988), deutsche Schriftstellerin
- Maler, Friedrich (1799–1875), deutscher Architekt, Diplomat, Kunstsammler und Kunstagent
- Mäler, Karl-Göran (1939–2020), schwedischer Wirtschaftswissenschaftler
- Maler, Laux (1485–1552), deutscher Lautenbauer, in Bologna wirkend
- Maler, Nikolaus (* 1972), deutscher Fagottist und Musiklehrer
- Maler, Philipp Gottfried (1893–1969), deutscher Autor, Bildungsreformer und Hobby-Ornithologe
- Maler, Teobert (1842–1917), österreichisch-mexikanischer Fotograf, Entdecker und Erforscher von Maya-Ruinen
- Maler, Valentin († 1603), deutscher Medailleur
- Maler, Wilhelm (1902–1976), deutscher Musiktheoretiker und Komponist
- Malerba, Franco (* 1946), italienischer Astronaut und Politiker, MdEP
- Malerba, Gian-Emilio (1880–1926), italienischer Maler und einer der Begründer der Kunstrichtung Novecento
- Malerba, Luigi (1927–2008), italienischer Schriftsteller, Drehbuchautor und Verfasser von Erzählungen, Hör- und Fernsehspielen
- Malerba, Marilynn (* 1953), US-amerikanische Politikerin, Chief der Mohegan
- Malerba, Ricardo (1905–1974), argentinischer Bandoneonist, Bandleader und Tangokomponist
- Maleri, Rudolf (* 1937), deutscher Wirtschaftswissenschaftler, Hochschullehrer
- Malerius, Wilhelm (1945–2025), deutscher Politiker (SPD), MdL
- Malerman, Josh (* 1975), US-amerikanischer Horrorautor
- Malermi, Niccolò († 1481), italienischer Kamaldulenser und Bibelübersetzer
- Mālers, Ernests (1903–1982), lettischer Radrennfahrer

### Males
- Males, Darian (* 2001), schweizerisch-serbischer Fußballspieler
- Maleš, Mate (* 1989), kroatischer Fußballspieler
- Malesani, Alberto (* 1954), italienischer Fußballspieler und -trainer
- Malescha, Daniel (* 1994), deutscher Volleyball- und Beachvolleyballspieler
- Malescha, Florian (* 1988), deutscher Volleyball- und Beachvolleyballspieler
- Maleschka, Martin (* 1982), deutscher Fotograf und Installationskünstler
- Malešević, Miloš (* 2000), serbischer Mittel- und Langstreckenläufer
- Malešević, Siniša (* 1969), irischer Wissenschaftler
- Malešević, Snežana (* 1985), slowenische Fußballspielerin
- Malešević, Tamara (* 2000), serbische Tennisspielerin
- Malešević, Tijana (* 1991), serbische Volleyballspielerin
- Malesherbes, Chrétien-Guillaume de Lamoignon de (1721–1794), französischer Politiker
- Malëshova, Sejfulla (1901–1971), albanischer kommunistischer Politiker und Schriftsteller
- Malesic, Edward (* 1960), US-amerikanischer Geistlicher, römisch-katholischer Bischof von Cleveland
- Malesjan, Wahan (1871–1966), armenischer Dichter und Schriftsteller
- Maleska, Günther (* 1937), deutscher Radrennfahrer
- Maleski, Denko (* 1946), nordmazedonischer Diplomat, Intekeltueller, Jurist und Politiker
- Maleski, Vlado (1919–1984), jugoslawisch-mazedonischer Schriftsteller, Diplomat und Politiker
- Maleson, Boots, US-amerikanischer Jazzmusiker (Bass)
- Malespín, Francisco (1806–1846), salvadorianischer Politiker
- Malespini, Celio (* 1531), italienischer Abenteurer und Autor
- Malessa, Andreas (* 1955), deutscher Hörfunkjournalist, Fernsehmoderator, Publizist und baptistischer TheologeAndreas Malessa (* 1955)

Andreas Malessa (* 1955)

- Mälesskircher, Gabriel, süddeutscher Maler
- Malestein, Angela (* 1993), niederländische Handballspielerin
- Maleszka, Andrzej (* 1955), polnischer Drehbuchautor, Regisseur und Schriftsteller

### Malet
- Malet, Albert (1912–1986), französischer Maler
- Malet, André (1862–1936), französischer Trappistenabt, Theologe und Autor
- Malet, Antoni (* 1950), spanischer Mathematikhistoriker
- Malet, Armando (1905–1982), uruguayischer Politiker
- Malet, Arthur (1927–2013), englischer Film- und Bühnenschauspieler
- Malet, Claude François de (1754–1812), französischer General
- Malet, Edward (1837–1908), britischer Diplomat
- Malet, Jean-Roland († 1736), französischer Finanzhistoriker und Mitglied der Académie française
- Malet, Laurent (* 1955), französischer Schauspieler
- Malet, Léo (1909–1996), französischer Schriftsteller
- Malet, Pierre (* 1955), französischer Schauspieler
- Malet, William († 1215), englischer Adliger und Rebell
- Maleta, Alfred (1906–1990), österreichischer Politiker, Nationalratspräsident
- Maléter, Pál (1917–1958), ungarischer VerteidigungsministerPál Maléter (1917–1958)

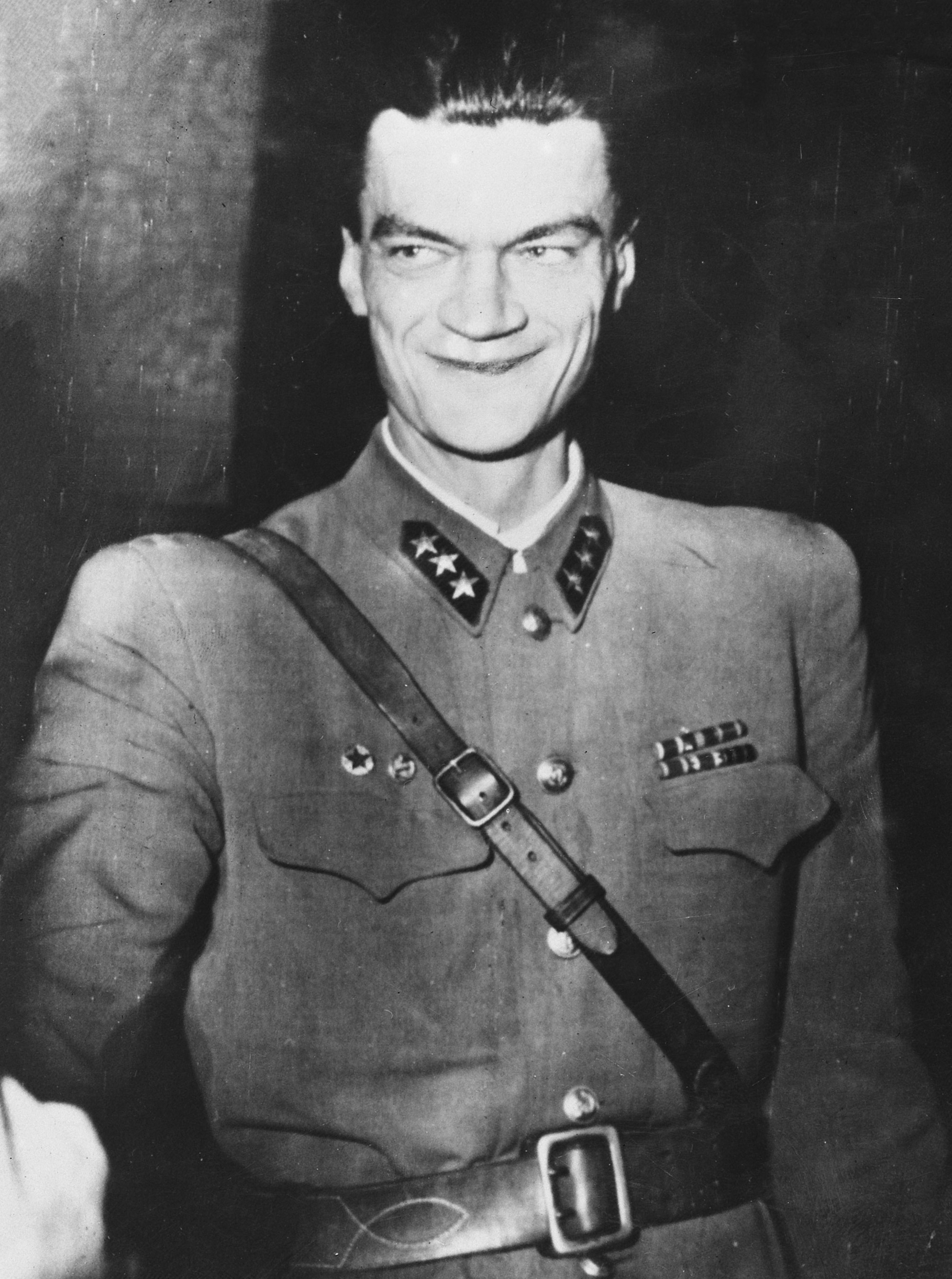
Pál Maléter (1917–1958)

- Maletić, Darko (* 1980), bosnisch-herzegowinischer Fußballspieler
- Maletić, Ivana (* 1973), kroatische Politikerin (Hrvatska demokratska zajednica), MdEP
- Maletić, Marko (* 1993), bosnisch-herzegowinischer Fußballspieler
- Maletic, Stefan (1917–1993), jugoslawischer Priester der Serbisch-Orthodoxen Kirche, Opfer des Nationalsozialismus
- Maletić, Stefan (* 1987), serbischer Fußballspieler
- Maletin, Alexander Iwanowitsch (* 1975), russischer Boxer
- Maletius, Hieronymus, polnischer Drucker und Übersetzer der Reformationszeit
- Maletius, Martin (1634–1711), preußischer Theologe und Pfarrer
- Maletke, Arthur (1888–1945), deutscher Gestapo-Mitarbeiter, verurteilter Kriegsverbrecher
- Malets, Aljona (* 1987), estnische Fußballspielerin
- Maletta, Manfredo II. Marchese († 1310), italienischer Adliger
- Maletti, Fernando Carlos (1949–2022), argentinischer Geistlicher, römisch-katholischer Bischof von Merlo-Moreno
- Maletti, Pietro (1880–1940), italienischer General
- Malettke, Klaus (* 1936), deutscher Historiker und Hochschullehrer
- Maletytsch, Makarij (* 1944), ukrainischer orthodoxer Priester, Metropolit und Vorsitzender der Ukrainischen Autokephalen Orthodoxen Kirche
- Maletz, Holger (* 1967), deutscher Eiskunstläufer
- Maletzke, Elsemarie (* 1947), deutsche Journalistin und Schriftstellerin
- Maletzke, Erich (1940–2021), deutscher Journalist und Autor
- Maletzke, Gerhard (1922–2010), deutscher Kommunikationswissenschaftler und Psychologe
- Maletzke, Helmut (1920–2017), deutscher Maler, Grafiker und Schriftsteller
- Maletzki, Doris (* 1952), deutsche Leichtathletin und Olympiasiegerin

### Maleu
- Maleuda, Günther (1931–2012), deutscher Politiker und Vorsitzender der Demokratischen Bauernpartei Deutschlands (DBD)

### Malew
- Malewitsch, Kasimir Sewerinowitsch (1879–1935), russischer Maler der kubofuturistischen Malerei und Begründer des SuprematismusKasimir Sewerinowitsch Malewitsch (1879–1935)

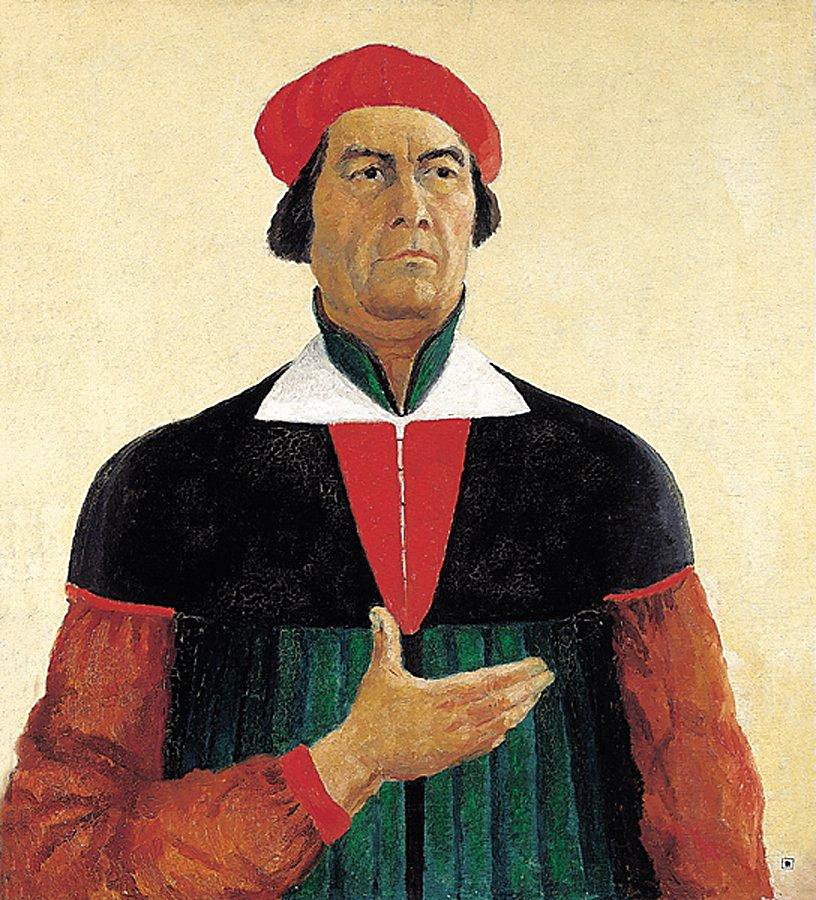
Kasimir Sewerinowitsch Malewitsch (1879–1935)

- Malewska, Hanna (1911–1983), polnische Schriftstellerin und Publizistin
- Malewski, Christoph, deutscher American-Football-Spieler
- Malewski, Emma (* 2004), deutsche Leistungsturnerin
- Malewski, Hendryk (* 1953), polnisch-litauischer Kriminalist, Gerichtsexperte und Strafverfahrensrechtler

### Maley
- Maley, Alan (1931–1995), britischer Maler und Spezialeffektkünstler
- Maley, David (* 1963), US-amerikanischer Eishockeyspieler und Radiokommentator
- Maley, Mark (* 1981), englischer Fußballspieler
- Maley, Nick (* 1949), britischer Maskenbildner und Drehbuchautor
- Maley, Willie (1868–1958), schottischer Fußballspieler und -trainer

### Malez
- Malez, Mirko (1924–1990), jugoslawischer Paläontologe und Höhlenforscher
- Malezas, Stelios (* 1985), griechischer Fußballspieler
- Malézieu, Nicolas de (1650–1727), französischer Mathematiker, Gräzist, Autor, Übersetzer und Mitglied der Académie des sciences und der Académie française